# Пампасна лисица
Пампасна лисица (Lycalopex gymnocercus) е хищен бозайник от семейство Кучеви. Нарича се още Парагвайска лисица.

## Физически характеристики
Пампасната лисица външно прилича на Кулпео, но е по-малка от него. Козината ѝ е сива на цвят, главата и шията са червеникави, а ушите са триъгълни. Тежи от 9 до 12 килограма. Мъжките са приблизително около 10% по-големи от женските

## Разпространение
Ареалът на местообитание на вида се простира в пампасните райони на Южна Америка. Видът се среща в Аржентина, Уругвай, Парагвай, Боливия и Бразилия. Обитава разнообразни местообитания – от открити пространства до гористи местности.

## Начин на живот и хранене
В менюто на пампасната лисица влизат разнообразни растения, птици, гризачи, плодове, зайци, жаби, гущери, понякога агнета, мърша, яйца, и безгръбначни. Около 75% от тяхната диета се състои от гризачи, зайци и птици. Често атакува домашни животни.

## Размножаване
Пампасната лисица е самотно животно. Тя е предимно нощен хищник. Лисиците се срещат през размножителния период, моногамни животни са. Бременността продължава 55 – 60 дена, майката ражда 3 до 5 малки. Лисичетата започват да ловуват с родителите си като навършат три месеца.

## Подвидове
Съществуват пет подвида пампасни лисици както следва:
- Lycalopex gymnocercus gymnocercus
- Lycalopex gymnocercus antiquus
- Lycalopex gymnocercus domeykoanus
- Lycalopex gymnocercus gracilis
- Lycalopex gymnocercus maullinicus